# Berlin Calling
Berlin Calling is een film uit 2008 van regisseur Hannes Stöhr. De film volgt het leven van techno-dj Ickarus, die over de hele wereld reist om zijn muziek ten gehore te brengen. Om zijn leven als dj vol te kunnen houden, begint hij drugs te gebruiken en raakt hij hier vervolgens aan verslaafd. De film speelt zich grotendeels af in Berlijn. Enkele scènes zijn in de (voormalige) Berlijnse clubs Maria am Ostbahnhof en Bar 25 opgenomen.

## Acteurs
- Paul Kalkbrenner: Martin 'Ickarus' Karow
- Rita Lengyel: Mathilde
- Corinna Harfouch: prof. dr. Petra Paul
- RP Kahl: Erbse
- Araba Walton: Corinna
- Peter Schneider: Pete
- Udo Kroschwald: Wolfgang Karow
- Henriette Müller: groupie Jenny
- Dirk Borchardt: discotheekmanager Tom
- Mehdi Nebbou: Jamal
- Ernest Allan Hausmann: verpleger Ernesto
- Megan Gay: platenbaas Alice
- Peter Moltzen: Stefan Karow

## Soundtrack
De soundtrack voor de film werd geproduceerd door Paul Kalkbrenner, met uitzondering van het nummer Mango. Het bekendste nummer van deze soundtrack is Sky and Sand. De vocals voor deze track werden verzorgd door Kalkbrenners broer Fritz.